# Вирцоу (яхта)
«Вирцоу» — фоб-яхта Российского императорского флота, несла службу в составе Балтийского флота.

## Описание судна
Парусная деревянная яхта. Вооружение судна состояло из 12 орудий, экипаж из 20 человек.
Наименование судна Вирцоу связано с устаревшим названием реки Иецавы.

## История службы
Яхта «Вирцоу» была заложена в Санкт-Петербургском адмиралтействе в 1733 году и после спуска на воду в сентябре 1734 года вошла в состав Балтийского флота России. Строительство вёл корабельный мастер в ранге капитан-командора Р. Броун.
В 1735 году совершала плавания по Неве и принимала участие в салютах. В 1736 году лавировала по Неве и принимала участие в церемонии спуска судов на воду и торжественных мероприятиях по случаю взятия Азова, использовалась для перевозки послов в Кронштадт и Петергоф.
Ежегодно с 1737 по 1741 год весной находилась на Неве на стоянке напротив Зимнего Дворца, а летом совершала плавания в Петергоф и Кронштадт. В 1741 году совершала плавание в Шлиссельбурга для встречи турецкого посланника, который был доставлен в Санкт-Петербург на яхте Принцесса Елизавета.
В 1743 году подверглась тимберовке. В августе 1745 года «Вирцоу» принимала участие в торжественных мероприятиях по случаю бракосочетания наследника российского престола Петра Фёдоровича и принцессы Софии Августы Фредерики Ангальт-Цербстской, а 30 августа (10 сентября) того же года сопровождала ботик Петра I вниз по Неве.
В течение всей навигации 1746 года яхта стояла на Неве у Зимнего дворца, в 1748 и 1762 годах, помимо стоянки на Неве, ходила в Петергоф. В 1763 году стояла на Неве и принимала участие в церемонии спуска судов.
С 1764 по 1766 год стояла в Санкт-Петербурге. Сведений о судне после 1766 года не найдено.

## Командиры судна
Командирами яхты «Вирцоу» в разное время служили:
- мичман Н. Цветков (1735 год)[8];
- мичман Д. Колтовский меньшой (1736 год)[9];
- мичман И. Л. Чихачев (1737 год)[10];
- мичман в ранге сухопутного поручика Н. Молчанов (1738 год)[11];
- мичман П. А. Засецкой, меньшой (1739 год)[12];
- мичман А. Колычев (1740 год)[9];
- капитан-лейтенант М. де Реснер (1743 год)[13];
- мичман С. Стокс (1745 год)[14];
- мичман Д. Юнг (1746 год)[15];
- унтер-лейтенант Ф. И. Неклюдов (1748 год)[16];
- мичман, а с 5 сентября 1751 года лейтенант И. М. Спиридов (1751 год)[17];
- лейтенант С. Волоцкой (1755 год)[18];
- унтер-лейтенант Я. Семичев (1757 год)[19];
- унтер-лейтенант П. Семиков (1758 год)[19];
- унтер-лейтенант Н. Квашнин (1760 год)[20];
- унтер-лейтенант Л. Г. Скрыплев (1761 год)[21];
- унтер-лейтенант И. С. Борисов (1763 год)[22];
- лейтенант А. Кургановский (1764 год)[23];
- лейтенант Н. И. Бохин (1765 год)[24];
- лейтенант П. И. Алисов (1766 год)[25].

### Комментарии
1. ↑  Придворная яхта, предназначавшаяся для поездок членов императорской фамилии и лиц им приближённых.
2. ↑  По другим данным в 1735 году.